# Vince White
Gregory Stuart Lee White, más conocido como Vince White (Londres, Inglaterra, 31 de marzo de 1960), es un guitarrista británico miembro de la banda punk The Clash durante su último período de existencia, es decir entre 1983 y 1986.

## Biografía
White estudió la carrera de astronomía y física en la University College de Londres y se graduó en el año 1981. Dos años después, fue elegido junto a Nick Sheppard cuando tenía 23 años de edad para reemplazar como guitarristas de The Clash a Mick Jones, recientemente expulsado del grupo por el vocalista Joe Strummer y el mánager Bernie Rhodes y con el consentimiento del bajista Paul Simonon. En 1984, Vince White participó de la última gira de la banda y en 1985 grabó partes del álbum Cut the Crap, el peor visto por la crítica musical. En 1986, y tras la mala recepción de su último disco, Strummer decidió disolver la banda.
Desde la separación del grupo White no ha tenido ninguna aparición pública resonante exceptuando la publicación de su libro Out of Control: The Last Days of The Clash en 2007 que describe los últimos años de la banda y la gira Out of Control Tour.